# 安庆市第二中学
安庆市第二中学，简称安庆二中，是安徽省安庆市的一所高级中学，为安徽省示范高中。

## 校史
安庆二中前身为创立于1899年的基督教会圣保罗中学和创立于1912年的安徽省立第一女子师范学校。1956年夏，两校合并成立安庆市第二中学。2007年，原安庆市第六中学整体并入安庆二中。2016年8月，安庆二中碧桂园分校并入，成为学校东区，安庆二中教育集团成立。

## 现状
学校本部和南区现有70个教学班，学生3466人；教职工300人，其中正高级教师1人，高级教师119人。学校东区现有24个教学班，学生1100人；教职工122人，其中高级教师36人。

## 知名校友
- 苏雪林：著名作家
- 冯汉骥：考古学家
- 赵雯：现任上海市政协副主席
- 王榕：曾任国家人事局副局长
- 陈刚：现任江苏省体育局局长
- 刘树森：曾任中科院动物所所长
- 陈晓漫：曾任复旦大学常务副校长
- 赵晓和：曾任安庆师范学院党委书记
- 何小祥：曾任安庆师范学院党委书记
- 仲兆京：曾任蚌埠医学院党委书记
- 孙多慈：曾任台湾师范大学艺术学院教授
- 夏强：现任上海交通大学医学院附属仁济医院院长